# مين لو
مين لو (بالبورمية: မင်းလူ)‏ هو كاتب ميانماري، ولد في 18 مايو 1954 في يانغون في ميانمار، وتوفي بنفس المكان في 14 أغسطس 2013 بسبب سرطان الرئة.